# Laser Beam/微香
「レーザービーム / 微かなカオリ」（Laser Beam / 微香）是日本流行電音組合Perfume第十三張單曲。於2011年5月18日發行。唱片公司為Tokuma Japan Communications。

## 解說
- 距離前作「欸」約半年的2011年第一彈單曲。
- 當初這張單曲預定於2011年4月20日發行，受到3月11日發生的東日本大震災影響，單曲制作受到延遲，因此將發售日延期。同時，這張單曲所得的收益，有一部份捐出作災後復興的援助金。
- 「レーザービーム」為麒麟啤酒「KIRINチューハイ 氷結」廣告歌。歌詞中出現了廣告中使用的「直接的」「緩緩地」這樣的字眼，其實是中田康貴在作詞時，考慮到冰結的意識而作的。從錄音到廣告開始播放，中間只有兩星期，是Perfume歌曲史上，「從錄音到公開期間最短」的歌曲。此外，歌詞中的「站立在運動場上」令人聯想到跟棒球有關，擔當舞蹈設計的MIKIKO老師從這裡得到啟發，參考了著名棒球員鈴木一朗被喻為「レーザービーム」的投球動作，將動作加入在舞蹈的一部分中。
- PV由関和亮負責，是一個以女間諜為主角來展開的故事。在拍攝期間，發生了東日本大震災，拍攝被迫中止，因此故事在發行當時只有開首的部份。成員都表示，希望將來能夠拍攝一個完整的版本。完整版PV于2011年8月18日拍摄，收錄在2011年11月30日發行的新专辑「JPN」初回限定盘DVD中。
- 「微かなカオリ」為麒麟啤酒「KIRINチューハイ 氷結やさしい果実の３％」廣告歌，和「レーザービーム」一樣同樣是為廣告而作成的歌曲。
- 四作連續更新Perfume自身的首週初動銷售紀錄。
- 「レーザービーム」乃第62回NHK紅白歌合戰演唱歌曲。

## 收錄曲

### CD
| 曲序     | 曲目                                                                                            | 时长  |
| -------- | ----------------------------------------------------------------------------------------------- | ----- |
| 1.       | レーザービーム（麒麟啤酒「麒麟CHU-HI冰結」廣告歌、東京電視台節目｢JAPAN COUNTDOWN｣五月份片尾曲） | 3:33  |
| 2.       | 微かなカオリ（麒麟啤酒「麒麟CHU-HI冰結 溫柔的果實的3%」廣告歌）                                 | 4:49  |
| 3.       | レーザービーム -Original Instrumental-                                                          | 3:33  |
| 4.       | 微かなカオリ -Original Instrumental-                                                            | 4:49  |
| 总时长： | 总时长：                                                                                        | 16:04 |

### DVD（初回限定盘）
1. レーザービーム -Video Clip [Short Ver.]-
2. ジャケット撮影時メイキング映像

## 外部連結
- YouTube上的Official Music Video：Perfume 「レーザービーム」
- YouTube上的Official Music Video：Perfume 「微かなカオリ」